# Unterseeboot 8 (1935)
Pour les articles homonymes, voir Unterseeboot 8.
Le Unterseeboot 8 ou U-8 est un sous-marin allemand (U-Boot) de type II.B utilisé par la Kriegsmarine pendant la Seconde Guerre mondiale.
Comme les sous-marins de type II étaient trop petits pour des missions de combat dans l'océan Atlantique, il a été affecté dans la mer du Nord et la Mer Baltique pour des tâches de formation avec la 21e Flottille d'U-Boote (21. Unterseebootsflottille), une unité d'entraînement.

## Présentation
Mis en service le 5 août 1935, l'U-8 a servi surtout comme sous-marin d’entrainement pour les équipages de 1935 à 1940. Il réalise sa première patrouille, quittant le port de Kiel, le 19 mai 1940, sous les ordres du Kapitänleutnant Eitel-Friedrich Kentrat, pour une surveillance dans le Pentland Firth. Le 30 mai, l'U-Boot doit rentrer en raison d'une panne de moteur diesel. Le 4 juin, la petite bombe au bout de la ligne de sonde explose sur le pont juste avant qu'elle ne soit jetée par-dessus bord et blesse le commandant de l'U-Boot: le Kapitänleutnant Kentrat aux deux mains. Le lieutenant Heinz Stein prend alors le commandement par intérim. Le lendemain, Kentrat souffre de frissons et de fièvre et doit être évacué par le patrouilleur allemand V-101 à l'ouest du Danemark.
Le lieutenant Stein se trouvant seul au commandement de l'U-Boot ramène l'U-8 à Kiel le 7 juin 1940 après 21 jours en mer.
Puis l'Unterseeboot 8 quitte le service actif pour redevenir, comme avant-guerre, un sous-marin d'entrainement.
Le 1er juillet 1940, il quitte Kiel pour rejoindre Memel au sein de la 24. Unterseebootsflottille, puis le 18 décembre 1940, le port de Gotenhafen pour la 22. Unterseebootsflottille toujours comme navire-école.
Fonction qu'il assure jusqu'au 2 mai 1945, où à la suite de l'ordre donné par Karl Dönitz, il est sabordé dans la Raederschleuse à Wilhelmshaven.

## Affectations
- U-Bootschulflottille du 1er août 1935 au 1er août 1939 à Wilhelmshaven en tant que navire-école
- U-Bootschulflottille du 1er septembre 1939 au 3 janvier 1940 à Wilhelmshaven en tant que navire-école
- U-Abwehrschule du 4 janvier au 12 avril 1940 à Wilhelmshaven en tant que navire-école
- 1. Unterseebootsflottille du 13 avril au 30 juin 1940 à Kiel en tant que navire-école
- 24. Unterseebootsflottille du 1er juillet au 17 décembre 1940 à Memel en tant que navire-école
- 22. Unterseebootsflottille du 18 décembre 1940 au 2 mai 1945 à Gotenhafen en tant que navire-école

## Commandements
- Harald Grosse du 13 août 1935 au 3 novembre 1936
- Georg Peters du 24 juin au 5 septembre 1938
- Kapitänleutnant Otto Schuhart du 2 septembre au 29 octobre 1939
- Wolf-Harro Stiebler du 6 septembre au 13 octobre 1939
- Kapitänleutnant Heinrich Lehmann-Willenbrock du 14 octobre au 30 novembre 1939
- Georg-Heinz Michel du 1er décembre 1939 au 4 mai 1940
- Kapitänleutnant Eitel-Friedrich Kentrat du 5 mai au 7 juin 1940
- Heinz Stein du 5 au 9 juin 1940
- Oberleutnant zur See Walter Kell du 10 juin au 6 juillet 1940
- Oberleutnant zur See Hans-Jürgen Zetzsche du 7 au 28 juillet 1940
- Oberleutnant zur See Walter Kell du 13 septembre au 17 décembre 1940
- Kapitänleutnant Heinrich Heinsohn du 18 décembre 1940 au 25 avril 1941
- Kapitänleutnant Ulrich Borcherdt du 26 avril au 22 mai 1941
- Oberleutnant zur See Rolf Steinhaus du 23 mai au 31 juillet 1941
- Oberleutnant zur See Horst Deckert du 1er août 1941 au 16 mai 1942
- Oberleutnant zur See Rudolf Hoffmann du 17 mai 1942 au 15 mars 1943
- Oberleutnant zur See Alfred Werner du 16 mars 1943 au 12 mai 1944
- Oberleutnant zur See Jürgen Iversen du 13 mai au 24 novembre 1944
- Oberleutnant zur See Jürgen Kriegshammer du 25 novembre 1944 au 31 mars 1945

Nota: Les noms de commandants sans indication de grade signifie que leur grade n'est pas connu avec certitude à notre époque à la date de la prise de commandement.

## Navires coulés
L'Unterseeboot 8 n'a ni coulé, ni endommagé de navire ennemi au cours de l'unique patrouille (21 jours en mer) qu'il effectua.

### Sources
- (en) Cet article est partiellement ou en totalité issu de l’article de Wikipédia en anglais intitulé « German submarine U-8 (1935) » (voir la liste des auteurs).